# Diego Garcia

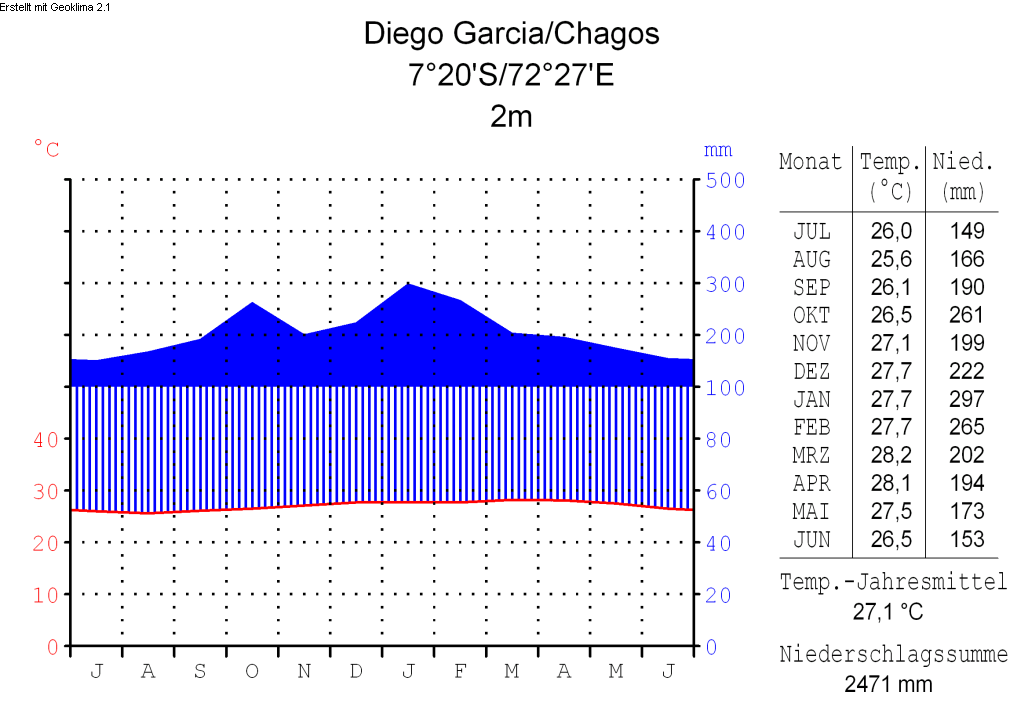
Klimadiagramm von Diego Garcia

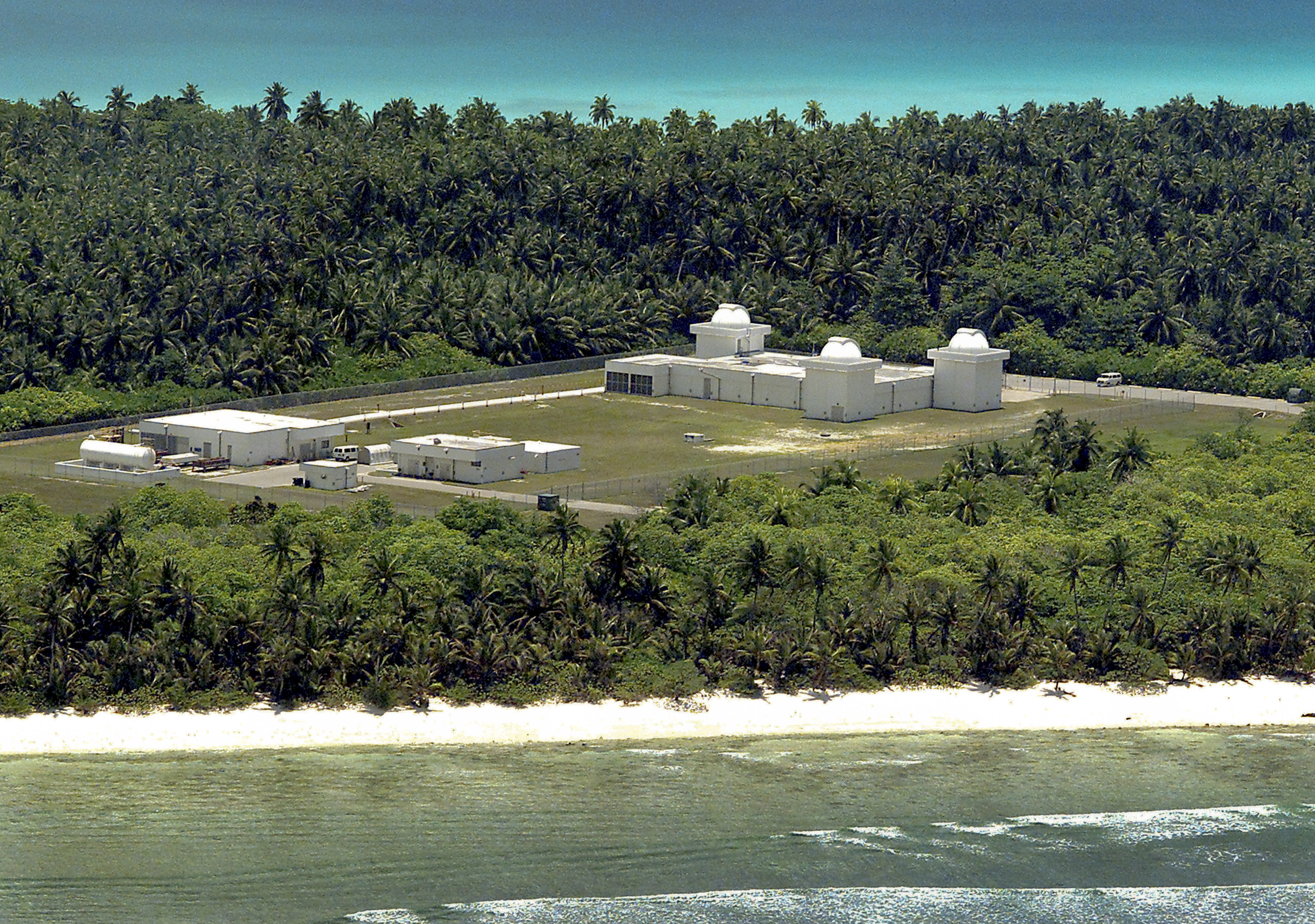
GEODSS-Anlage

Diego Garcia ist das nach Landfläche größte Atoll des Chagos-Archipels, des letzten verbliebenen Teils des Britischen Territoriums im Indischen Ozean. Die gleichnamige Hauptinsel des Atolls ist die größte Einzelinsel des Archipels.
Im Jahr 2019 erklärte der Internationale Gerichtshof den Anspruch Großbritanniens auf die Inselgruppe als rechtswidrig. Eine nachfolgende Resolution der UN-Generalversammlung, die mit einer großen Mehrheit verabschiedet wurde, forderte, Großbritannien solle sich von den Inseln bis Ende 2019 zurückziehen. Im Jahr 2021 bestätigte der Internationale Seegerichtshof (ISGH) die Souveränität von Mauritius über den Chagos-Archipel. Am 22. Mai 2025 wurde ein Vertrag zur Übertragung der Souveränität vom Vereinigten Königreich auf Mauritius unterzeichnet, der vorsieht, dass die Militärbasis auf der Insel für mindestens 99 Jahre unter britischer Kontrolle bleibt.

## Lage und Daten
Das Atoll liegt 733 Kilometer südlich der Insel Gan, der südlichsten Insel der Malediven, und 1863 Kilometer östlich der Seychellen (Insel Praslin). Diego Garcia befindet sich auf dem Zentralindischen Rücken mitten im Indischen Ozean.
Die höchste Erhebung der Insel liegt 20 Meter über dem Meeresspiegel, der Höhendurchschnitt beträgt allerdings nur 1,2 Meter. Die Fläche der Insel beträgt 27,19 km².
Neben der Hauptinsel Diego Garcia, die hufeisenförmig einen nahezu geschlossenen Atollring bildet, gibt es drei kleine Inseln in der 6,4 km breiten Öffnung im Norden:
1. West Island (3,4 ha)
2. Middle Island (6 ha)
3. East Island (11,75 ha)

Die USA hatten die Insel zunächst bis zum Jahr 2016, dann bis 2036 gepachtet und nutzen sie ausschließlich militärisch oder geheimdienstlich. Die strategisch günstige Lage zwischen Afrika, Australien, Indien und der Arabischen Halbinsel macht die Insel für diese Nutzung interessant. Im Zuge der militärischen Nutzung wurde ein Flugplatz mit einer 3659 Meter langen Start- und Landebahn angelegt (ICAO-Flugplatzcode FJDG). Daneben befindet sich ein kleiner Hafen auf dieser Insel. Ebenfalls aufgrund dieser Nutzung werden dort ein Mittelwellen- (1485 AM), zwei Ultrakurzwellen-Radiosender (Power 99 FM und 101.9 FM) und drei Fernsehsender (Island 8, Newsports 10 und Tropical 12) betrieben.
Alle Arten der Anbindung (weitere Fernseh- und Radiosender, Telefon und Internet) werden über Satellit abgewickelt. Die dazugehörige Bodenstation wird von Cable & Wireless Diego Garcia betrieben. Selbst in Mitteleuropa wird von Kurzwellenhörern berichtet, sie hätten American Forces Network, einen Kurzwellensender auf den Frequenzen 12.759 kHz oder 4.319 kHz im oberen Seitenband, empfangen.

## Geschichte

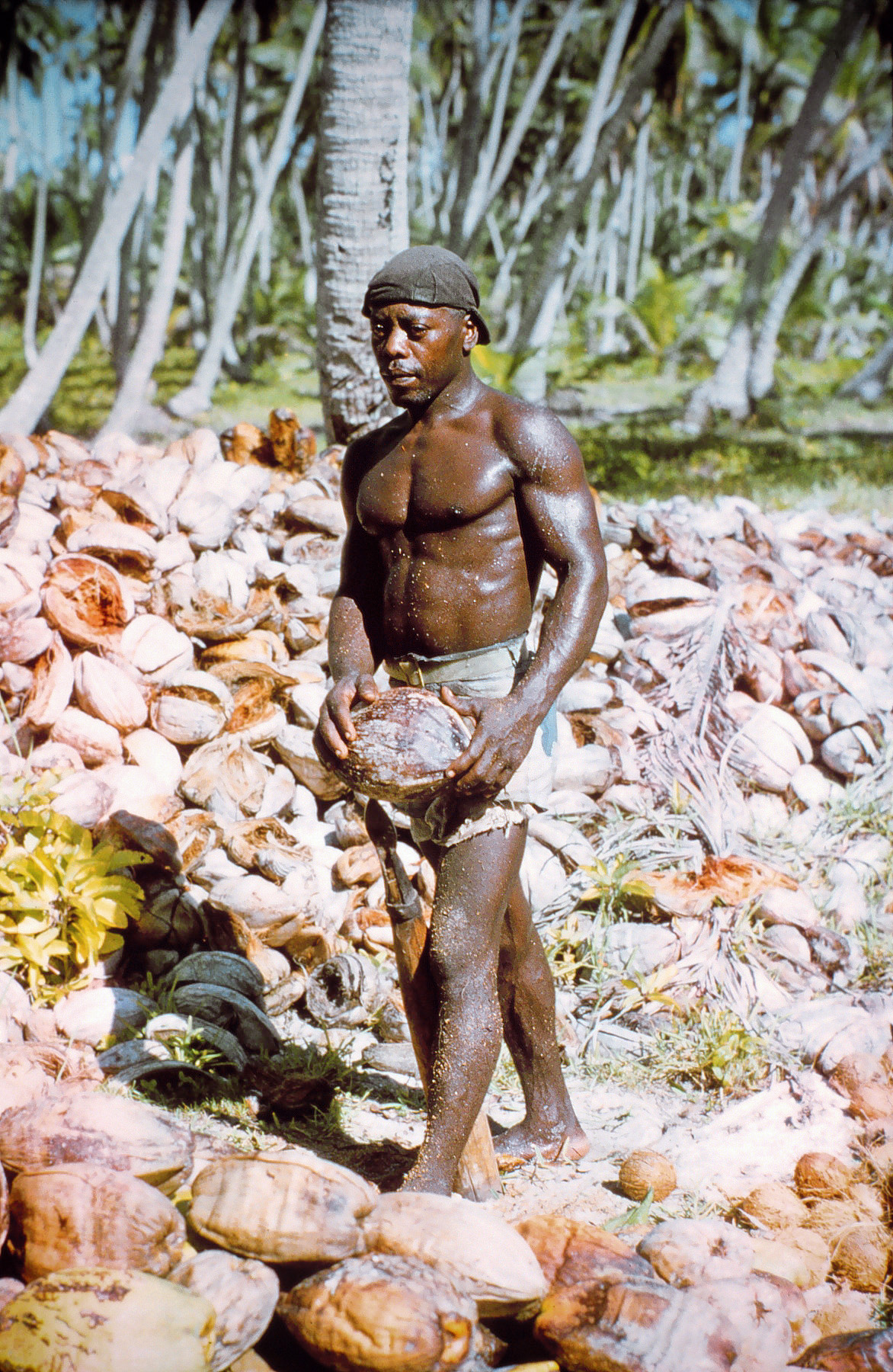
Chagossianer bei der Kokosnussernte auf Diego Garcia, 1971

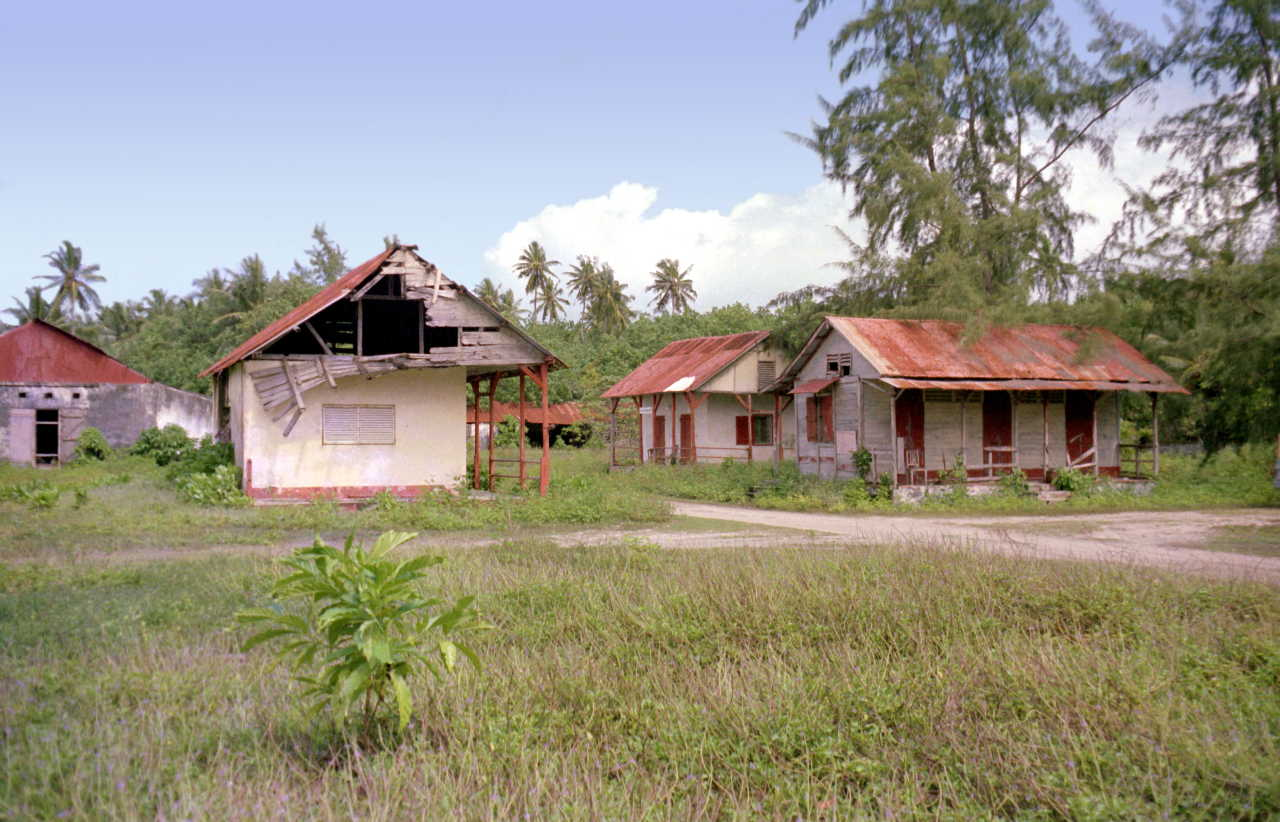
Verlassene Plantage auf Diego Garcia

Die erste Entdeckung der unbewohnten Inseln wird dem portugiesischen Seefahrer, Entdecker und Diplomaten Pedro Mascarenhas im Jahre 1512 zugeschrieben, der die Inseln zu Ehren seines Gönners Garcia de Noronha Dom Garcia nannte. Es wird aber allgemein davon ausgegangen, dass der Name hauptsächlich auf den Spanier portugiesischer Abstammung Diego García de Moguer zurückzuführen ist. Er leitete im Jahre 1544 eine portugiesische Expedition und entdeckte den Chagos-Archipel erneut. Dabei benannte er die größte der Inseln nach sich selbst. Er starb auf der Rückfahrt nach Portugal vor der südafrikanischen Küste inmitten des Indischen Ozeans. Der Zusatz im Inselnamen „Diego“ ist möglicherweise auf eine fehlerhafte Kopie portugiesischer Karten durch die Briten zurückzuführen. Auch eine Verballhornung des Ausspruches Deo Gracias („Gott sei Dank“) kommt für die Namensnennung in Frage. Die Einzelheiten der Entdeckung wie auch der tatsächliche Ursprung des Namens sind weiterhin nicht dokumentiert.
Bis kurz nach 1700 gehörte die Insel formell zu Portugal, danach wurde sie von Frankreich beansprucht und von Mauritius aus verwaltet. Nach dem Ende der Napoleonischen Kriege musste Frankreich Diego Garcia gemeinsam mit Mauritius an Großbritannien abtreten.
Seit dem Ende des 18. Jahrhunderts wurden die Inseln von Europäern (Plantagengründern und Bewohnern einer Leprakolonie), deren schwarzen Sklaven und später von Indern besiedelt. 1838 wurde die Sklaverei abgeschafft. 1859 gab es 338 Einwohner. 1895 wurde die erste Kirche erbaut. Die Bevölkerung, Îlois oder Chagossianer genannt, wuchs bis zum Ende der 1960er Jahre auf 1200 bis 2000 Personen an. Bis 1971 war der wichtigste Wirtschaftsfaktor ein aus Kokosnüssen (Kopra) gewonnenes Kokosöl. 1965 gliederte Großbritannien die Insel aus der Verwaltung von Mauritius aus, damit Diego Garcia bei der bevorstehenden Unabhängigkeit von Mauritius im Jahre 1968 bei Großbritannien verbleiben konnte. Die Insel wurde danach von Großbritannien für 50 Jahre an die USA verpachtet. Im April 2010 wurde der gesamte Chagos-Archipel von der britischen Regierung zu einem Meeresreservat erklärt.
Nach dem Unglück der Raumfähre Columbia am 1. Februar 2003 wurde Diego Garcia als Notlandeplatz für weitere Space-Shuttle-Missionen ausgewählt. Es befindet sich auch eine Beobachtungsanlage (GEODSS) des Space Surveillance System auf der Insel.

### Zwangsumsiedlung der Bewohner
Nach Errichtung der amerikanischen Basen wurden die Einwohner allmählich nach Mauritius und auf die Seychellen zwangsumgesiedelt, während militärische und geheimdienstliche Strukturen aufgebaut wurden. Der Regierung von Mauritius wurde eine Entschädigung für die Zwangsumsiedlung zugesagt. Aber das Geld floss nur spärlich, und da die Einwohner, Nachfahren von afrikanischen Sklaven, lediglich kreolisch sprachen und Analphabeten waren, konnten sie sich in der neuen Umgebung schlecht integrieren und endeten vorwiegend in den Slums von Port Louis.
Die britische Regierung vertritt die Meinung, dass eine Rückkehr der Bewohner und ihrer Nachfahren erst möglich sei, wenn keine Notwendigkeit für die weitere militärische Nutzung spricht. Dies wird auch durch den Umstand bestätigt, dass der Vertrag für die militärische Nutzung durch die USA noch bis 2016 lief und dann auf 2036 verlängert wurde. In dem Urteil von 2000 wurde auch die britische Staatsangehörigkeit der Îlois bestätigt, womit sie gleichzeitig EU-Bürger bis zum Austritt des Vereinigten Königreichs aus der Europäischen Union am 1. Februar 2020 Ortszeit waren.
Im April 2006 konnte eine Gruppe von 100 Chagossianern auf Kosten des British Foreign Office den Chagos-Archipel besuchen. Das Flüchtlingshilfswerk der Vereinten Nationen (UNHCR) kritisierte Anfang 2024 die Bedingungen für tamilische Flüchtlinge in einem provisorischen Lager. Im Oktober 2021 wurde ein Fischerboot vor der Insel aufgebracht. An Bord befanden sich 89 Tamilen, die aus Sri Lanka geflohen waren. Es folgten weitere Boote, so dass schließlich über 150 Personen im Lager lebten. 2022 kam es zu ersten Protestaktionen der Internierten mit Hungerstreiks, Suizidversuchen und Selbstverletzungen. Einzelne Personen wurden von verschiedenen Staaten aufgenommen, während andere nach Ruanda geflogen wurden. Dort kam es zu Selbstmordversuchen. Anfang 2024 lebten noch rund 60 Personen im Lager.

### Juristische Auseinandersetzungen um die Insel

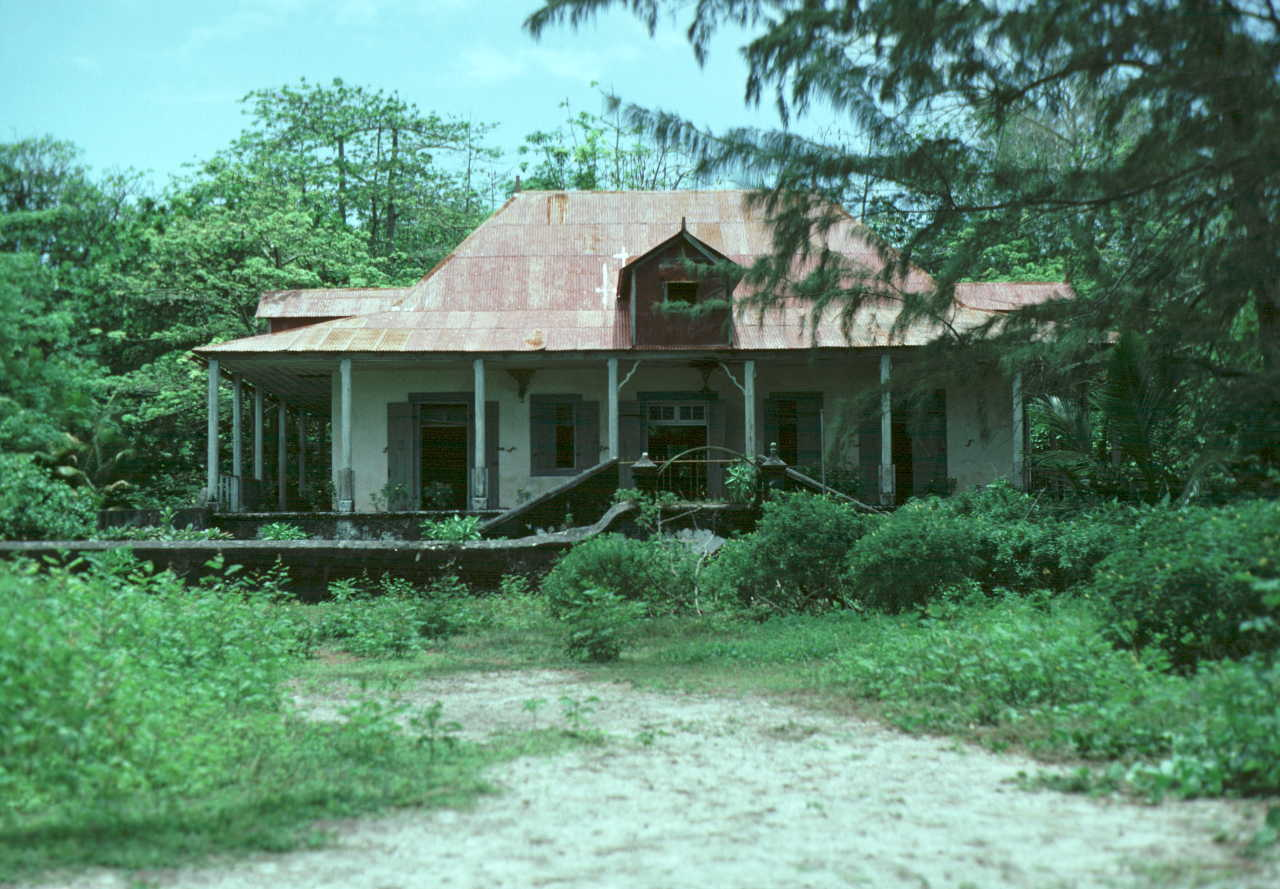
Verlassene Häuser der Plantagen (1982)

Im November 2000 wurde den Îlois von einem englischen Gericht das Recht zugesprochen, in ihre Heimat zurückzukehren. Mit Hilfe einer Order in Council setzte sich die britische Regierung über dieses Urteil hinweg. Dies wurde 2007 von einem Berufungsgericht als Machtmissbrauch verurteilt. Dem widersprach als letzte Instanz das britische Oberhaus. Eine Klage dagegen wurde beim Europäischen Gerichtshof für Menschenrechte eingereicht. Ende 2012 entschied der Europäische Gerichtshof für Menschenrechte, dass er keine Jurisdiktion über die Sache der Chagossianer habe. Anfang 2013 haben die Chagossianer Klage beim Ständigen Schiedshof in Den Haag gegen das Vereinigte Königreich eingereicht.
Seit 2011 erhebt der Inselstaat Mauritius Anspruch auf den Archipel, lokale Politiker sprechen im Zusammenhang mit dem derzeitigen Status der Insel von einer „unvollständigen Entkolonialisierung“. Im April 2012 wurde eine internationale Petition an die Vereinigten Staaten eingereicht, um das Weiße Haus darum zu bitten, den Fall der Chagossianer zu überprüfen. Eine offizielle Antwort wurde auf der Petitionsseite des Weißen Hauses veröffentlicht. Darin wird die Zuständigkeit für den Fall der Chagossianer an das Vereinigte Königreich verwiesen.
Im Februar 2019 entschied der Internationale Gerichtshof (IGH) zu Gunsten der Îlois, dass die Abspaltung Diego Garcias von Mauritius eine Verletzung dessen territorialer Integrität war und damit die Entkolonialisierung nicht vollständig durchgeführt werden konnte. Der IGH äußerte die Ansicht, dass Großbritannien Diego Garcia schnellstmöglich an Mauritius zurückgeben müsse.
Am 22. Mai 2019 forderte die UN-Vollversammlung Großbritannien in der Resolution 73/295 auf, die Kontrolle binnen sechs Monaten an Mauritius abzutreten. 116 Staaten stimmten für die Resolution und sechs dagegen. Dagegen stimmten neben dem Vereinigten Königreich die Vereinigten Staaten, Ungarn, Israel, Australien und die Malediven. 56 Länder enthielten sich, darunter Deutschland, Frankreich, die Niederlande, Portugal, Polen und Rumänien. Andere europäische Staaten wie Österreich, die Schweiz, Irland, Spanien, Schweden und Griechenland stimmten dafür. Die Abstimmung wurde vielfach als schwere diplomatische Niederlage des Vereinigten Königreichs bewertet. Die Frist verstrich im November 2019, ohne dass es zu einer Rückgabe kam. Am 25. Januar 2021 sprach der Internationale Seegerichtshof die Chagos-Inseln Mauritius zu und bestätigte damit die Entscheidung des Internationalen Gerichtshofs vom Februar 2019.
Am 25. August 2021 beschloss der Weltpostverein auf Betreiben von Mauritius, künftig Briefmarken mit dem Aufdruck British Indian Ocean Territory von Chagos nicht mehr zu akzeptieren. Chagos solle stattdessen Briefmarken von Mauritius verwenden.
Am 3. November 2022 willigte das Vereinigte Königreich ein, Verhandlungen mit Mauritius über den künftigen Status des Chagos-Archipels zu führen. Am 3. Oktober 2024 wurde eine Einigung erreicht, die vorsieht, die Souveränität über den Archipel an Mauritius zu übertragen. Allerdings soll Diego Garcia mit seinen Militärbasen für mindestens 99 Jahre weiter vom Vereinigten Königreich genutzt und verwaltet werden dürfen. Die ehemaligen Einwohner erhalten eine finanzielle Kompensation und eine Rückkehrmöglichkeit auf alle Inseln mit Ausnahme von Diego Garcia. Zudem wurde eine jährliche Zahlung an Mauritius vereinbart. Der britische Premierminister Keir Starmer unterzeichnete am 22. Mai 2025 eine förmliche Vereinbarung über den Transfer der Souveränität der Inseln auf Mauritius. In der Vereinbarung war sofortige Rückvermietung von Diego Garcia und einer umliegenden 24-Meilen-Pufferzone an das Vereinigte Königreich enthalten. Es erlaubt den weiteren Betrieb des Stützpunkts auf der Insel für die nächsten 99 Jahre. Der Rückmietvertrag sieht eine Verlängerungsoption um weitere 40 Jahre vor, mit einem Vorkaufsrecht für die Zeit danach. Das Vereinigte Königreich hat außerdem ein Vetorecht in Bezug auf die Entwicklung der anderen Inseln des Chagos-Archipels. Auch ein Verbot jeglicher anderer ausländischer oder militärischer Präsenz in dem Gebiet ist aufgeführt. Mauritius erhält in den ersten drei Jahren eine jährliche Pacht von 165 Millionen Pfund. Danach sollen die nächsten zehn Jahren 120 Millionen Pfund und danach 120 Millionen Pfund pro Jahr gezahlt werden, wobei dann eine jährliche Anpassung an die Inflation erfolgt. Das Vereinigte Königreich kann aus dem Abkommen aussteigen, indem es die jährliche Pacht einbehält.

## Militärische Nutzung

### Geschichte

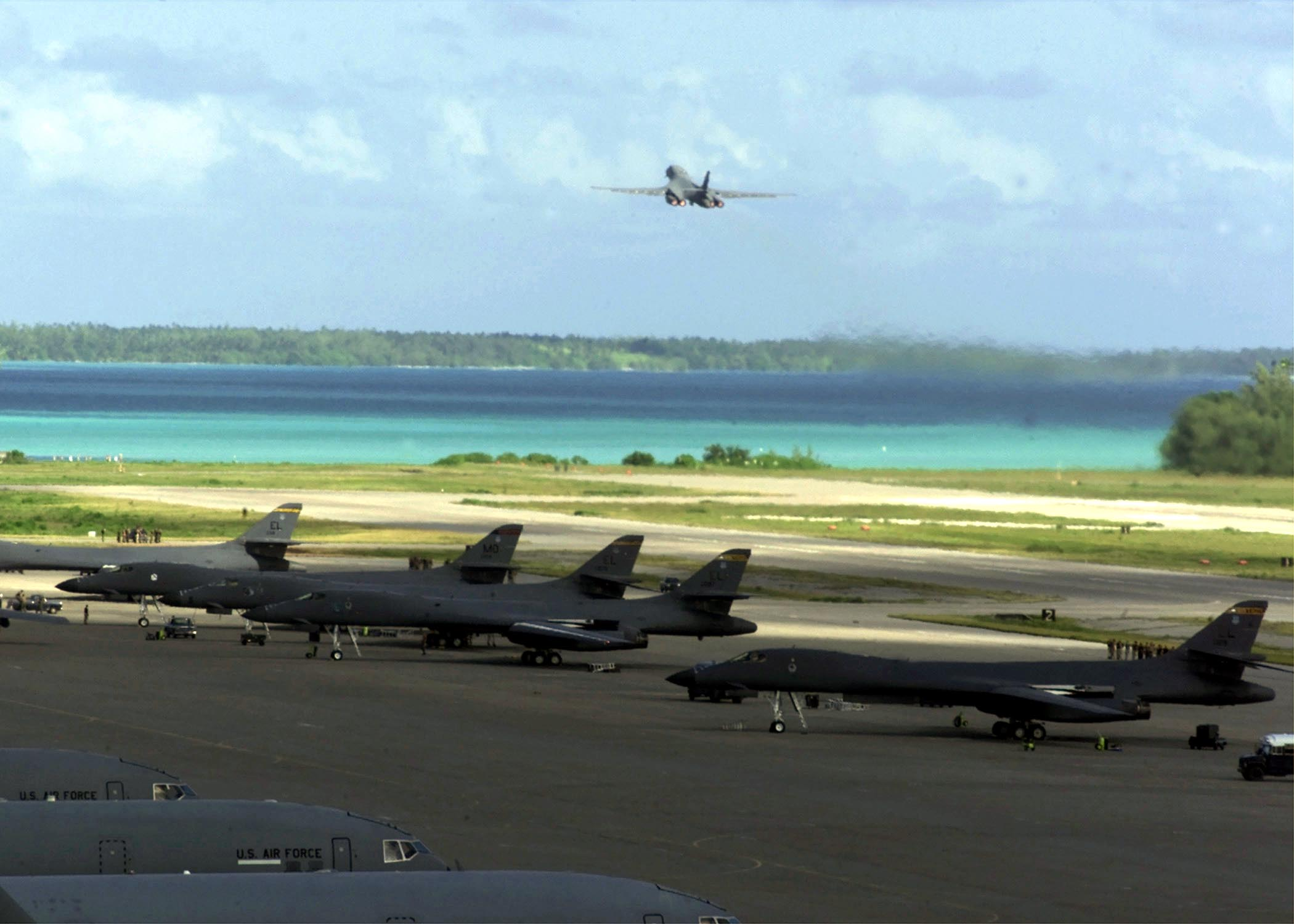
Rockwell-B-1-Bomber auf Diego Garcia

Ab Ende der 1960er Jahre wurde auf der Insel ein gemeinsamer Militärstützpunkt Großbritanniens und der USA angelegt, auf dem normalerweise etwa 1700 Angehörige der Streitkräfte und 2000 zivile Mitarbeiter stationiert sind. Zwischen 1966 und 1976 schlossen die beiden Regierungen drei Verträge ab, die die Nutzung regeln. 1973 nahm auf der Insel der US-Geheimdienst NSA einen Horchposten in Betrieb, um die Bewegungen sowjetischer Kriegsschiffe zu überwachen. Strategisch diente die Insel der Kontrolle und nötigenfalls der Bekämpfung des Schiffsverkehrs der Sowjetunion und des damals mit ihr verbündeten Indien im Indischen Ozean.
Es war geplant, ab 1993 vier Northrop-B-2-Bomber auf Diego Garcia zu stationieren. Erst im Zuge der Operation Enduring Freedom 2001 wurden einige Northrop-B-2-Bomber nach Diego Garcia verlegt. Die geplante Stärke von vier Maschinen wurde allerdings erst 2004 erreicht. Hierfür wurden vier goldfarbene Kuppeln errichtet; hierbei handelt es sich um Extra Large Deployable Aircraft Hangar Systems (ehemals: B-2 Shelter Program oder B-2 Shelter System), die für die Wartung der B-2 benötigt werden.
Bei den US-amerikanischen Militäraktionen in der Golfregion (Zweiter und Dritter Golfkrieg sowie dem Einsatz in Afghanistan nach den Terroranschlägen am 11. September 2001 in den USA) wurden von Diego Garcia aus Bombenangriffe geflogen.

#### US-Gefangenenlager
Im August 2003 wurde bekannt, dass auf Diego Garcia ein Gefangenenlager nach dem Vorbild von Guantanamo Bay auf Kuba angelegt wurde. Der Washington Post zufolge wurden in dem kaum bekannten Lager mutmaßliche Al-Qaida-Terroristen gefangen gehalten, verhört und gefoltert. Bis zur zufälligen Enttarnung des Lagers handelte es sich, anders als bei dem Gefangenenlager von Guantanamo Bay, um ein komplett geheim gehaltenes Lager.

#### Verschiedenes
Ein Tankstopp der deutschen Fregatte Bayern 2021 auf der Insel führte zu kleinen Anfragen von Abgeordneten der Fraktion der AfD im Juni 2021 und Abgeordneten der Fraktion der Linken im September 2021 im Bundestag.

### Aktueller Stand
Folgende Einheiten befanden sich 2016 auf der Insel:
- Navy Installations Command (Naval Support Facility Diego Garcia [NAVSUPPFAC DG])
  - U.S. Naval Computer and Telecommunications Station Far East Detachment (NCTSFE DET)
  - Military Sealift Command Office (MSCO)
  - Maritime Pre-positioning Ship Squadron (COMPSRON) TWO
  - Branch Health Clinic (BHC), Teil des U.S. Naval Hospital Yokosuka, Japan
  - American Forces Network (AFN) Diego Garcia
  - Public Works Department (PWD), Naval Facilities Engineering Command Far East (NAVFAC FE)
  - Personnel Support Activity Detachment (PSD)
  - U.S. Fleet and Industrial Supply Center (FISC), Diego Garcia Detachment
  - Air Mobility Command (AMC) Detachment ONE, 730 AMS
  - Automated Remote Tracking Station (ARTS) Air Force Space Command (AFSPC) Detachment 2, 22nd Space Operations Squadron
  - Ground-based Electro Optical Deep Space Surveillance (GEODSS) Air Force Space Command Detachment TWO, 21 Operations Group
  - Pacific Air Force (PACAF) Detachment ONE, 36 Mission Support Group (MSG)

Großbritannien plant, die militärische Basis wieder stärker zu nutzen, obwohl von den rund 3250 auf Diego Garcia stationierten Soldaten (2010) nur 50 den britischen Streitkräften angehören. Des Weiteren wurde im März 2010 ein Schifffahrtunternehmen damit beauftragt, 192 BLU-116-Sprengköpfe zu liefern. Darüber hinaus ist noch eine Vielzahl von Joint-Direct-Attack-Munition für die US Air Force geliefert worden. Dies wurde bereits im Januar 2010 durch einen Vertrag mit einem aus Florida stammenden Schifffahrtunternehmen beschlossen, das für die Ausführung des Transports 699.500 US-Dollar erhalten haben soll.
Die Einrichtungen werden von der US Navy und der US Air Force gemeinsam genutzt. Der US Navy dient Diego Garcia unter anderem als Stützpunkt für Schiffsverbände zur Versorgung von Marineeinheiten sowie zum Transport von Militärgerät für Bodentruppen. Die US Air Force hat dort Einheiten mit Langstreckenbombern (hauptsächlich Boeing B-52-Bomber sowie Boeing KC-135 Stratotanker zur Luftbetankung) und AWACS-Flugzeuge stationiert.
Im Frühjahr 2007 wurde berichtet, dass die US-Streitkräfte auf Diego Garcia einen U-Boot-Hafen bauen, von dem aus umgebaute Atom-U-Boote kleinere U-Boote für gezielte, schnell vorgetragene und durchgeführte Kommandounternehmen küstennah absetzen können (vgl. United States Navy SEALs). Von Diego Garcia aus sind etwa der Iran oder auch Pakistan in relativ kurzer Zeit zu erreichen.
Im April 2010 gab Großbritannien die Gründung eines Meeresschutzgebietes für den gesamten Chagos-Archipel bekannt. Die militärische Nutzung durch die USA kann bis mindestens 2036 aufrechterhalten werden.

## Protest
Zwei kleine Boote, die „People’s Navy“, starteten im Dezember 2007 in Richtung Chagos-Archipel, um auf die Situation der Exil-Bevölkerung aufmerksam zu machen. Nach einer 2000 Meilen langen Reise wurden Pete Bouquet und Jon Castle, die Besatzung des Bootes Musichana, am 8. März 2008 vor Diego Garcia verhaftet und am 22. März 2008 über Singapur nach Großbritannien abgeschoben.

## Diego Garcia in der Fiktion
- Im Roman Executive Orders von Tom Clancy (1996) wird der strategische Nutzen der US-Basis auf Diego Garcia verdeutlicht. US-Landungsschiffe mit Infanterie- und Panzerdivisionen werden von dort nach Saudi-Arabien geschickt, um den Angriff der Vereinigten Islamischen Republik abzuwehren.
- Im US-Film Transformers – Die Rache (2009) ist Diego Garcia der Stützpunkt des geheimen Einsatzkommandos NEST.[38]
- Mit dem Punksong Diego Garcia auf ihrem Album The Stormy Petrel (2010) setzt die britische Band Leatherface den zwangsumgesiedelten Bewohnern der Insel ein musikalisches Denkmal.
- In 24: Live Another Day führen die USA mit Großbritannien diplomatische Gespräche, um eine Drohnenbasis auf der Insel weiterbetreiben zu dürfen.